# 副省长 (法国)
在法国，副省长（法語：sous-préfet）是所在省辖区的最高官员，故也译作“区长”。副省长由法国总统任命，并在该省省长（préfet）手下任职。
1964年3月14日的《第64-260号法令》规定了副省长的地位。
1982年至1988年，省长及大区区长被称为“共和国专员”（commissaires de la République），副省长则被称为“共和国助理专员”（commissaires adjoints de la République）